# Куріпка індонезійська
Курі́пка індонезійська (Arborophila rolli) — вид куроподібних птахів родини фазанових (Phasianidae). Ендемік Індонезії. Раніше вважався підвидом суматранської куріпки.

## Поширення і екологія
Сіроволі куріпки є ендеміками Суматри. Вони живуть у гірських і рівнинних вологих тропічних лісах. Зустрічаються на висоті від 500 до 2200 м над рівнем моря.